# マリー・エレオノーレ・フォン・ブランデンブルク (1607-1675)
マリー・エレオノーレ・フォン・ブランデンブルク（Marie Eleonore von Brandenburg, 1607年4月1日 - 1675年2月18日）は、ドイツのブランデンブルク選帝侯家の公女で、プファルツ＝ジンメルン＝ラウテルン公ルートヴィヒ・フィリップの妻。

## 生涯
ブランデンブルク選帝侯ヨアヒム・フリードリヒとその2番目の妻でプロイセン公アルブレヒト・フリードリヒの娘であるエレオノーレの間の一人娘として生まれた。母は産後の肥立ちが悪く生後8日目に急死、老齢の父も翌1608年の年明けに死去したため、生後半年で孤児となった。叔父のブランデンブルク＝バイロイト辺境伯クリスティアン（父の異母弟）と伯母のマリー（母の姉）の夫婦に引き取られて養育された。
1631年12月4日にベルリンの近郊ケルン（Cölln）において、プファルツ選帝侯フリードリヒ5世の弟ルートヴィヒ・フィリップと結婚した。夫は三十年戦争で家族とともに故国を追われ、長く亡命生活を送っていた。翌1632年にスウェーデン軍がプファルツ選帝侯領を一時的に皇帝軍から解放した際、エレオノーレは選帝侯領の摂政に任命された夫に従ってプファルツへ移った。ところが1634年にネルトリンゲンの戦いの後、皇帝軍が再びプファルツを占拠したため、夫妻はスダンへの亡命を余儀なくされた。夫妻は三十年戦争の終結とともに帰国した。
1655年にルートヴィヒ・フィリップが死ぬと、その甥のプファルツ選帝侯カール・ルートヴィヒが、エレオノーレの息子ルートヴィヒ・ハインリヒ・モーリッツの後見人になると宣言し、プファルツ＝ジンメルン公領を占拠した。マリー・エレオノーレは甥孫のブランデンブルク選帝侯フリードリヒ・ヴィルヘルムに手紙を書き、自分の苦境を訴えて、自分をジンメルン公領の摂政に据えさせるよう頼み込んだ。神聖ローマ皇帝フェルディナント3世は1655年7月6日、エレオノーレをジンメルン公領の正統な摂政とする勅裁を下した。エレオノーレは1658年に摂政を退き、息子に実権を委ねた。
1674年に息子が子供のないまま死去すると、ジンメルン公領は本家の選帝侯領に回収された。エレオノーレは本拠のカイザースラウテルンを退き、翌1675年に隠棲先のバート・クロイツナハで没した。遺骸はジンメルン（現在のドイツ領ラインラント＝プファルツ州ライン＝フンスリュック郡）のザンクト・シュテファン教区教会（Stadtkirche St. Stephan）に葬られた。エレオノーレは神学者ヨハンネス・コッケイウス（Johannes Coccejus）の後援者で2人の間には膨大な数の往復書簡が交わされている。